# Face to Face (альбом)
Face To Face — седьмой альбом ирландского бой-бэнда Westlife, выпущен в Великобритании 31 октября 2005 года. Новый релиз сохранил классическое баладное звучание музыкального коллектива в сочетании с более активными композициями. Первым синглом с альбома стала кавер-версия хита группы Secret Garden «You Raise Me Up». Покорившая британский хит-парад эта запись помогла вернуть внимание публики к бой-бэнду после прошлогоднего трибьют-альбома «Allow Us to Be Frank». Второй сингл «When You Tell Me That You Love Me» — ещё одна кавер-версия — был записан в дуэте с оригинальным исполнителем песни, легендарной Дайаной Росс. Последний синглом, релиз которого состоялся в феврале 2006 года, стала песня «Amazing». Композиция «That’s Where You Find Love» с нового альбома получила активную ротацию на филиппинских радиостанциях как часть промотура в поддержку азиатской части мирового турне «Face To Face Tour» 2006 года. Ещё одна песня Westlife — «Hit You With The Real Thing» — отметилась в новозеландских чартах ITunes в поддержку «Back Home Tour» в 2008 году. Кроме всего прочего, альбом «Face To Face» включал в себя кавер-версию песни «Desperado» группы The Eagles, композицию «Colour My World», записанную ранее группой Backstreet Boys в качестве бонус-трека для альбома «Never Gone» 2005 года и кавер-версию песни Ника Картера «Heart Without A Home». 

«Face To Face» стал пятым альбомом № 1 для Westlife в UK Albums Chart и занял седьмую строчку по итогам продаж в Великобритании в 2005 году. Это также самый коммерчески успешный альбом 2005 года от Sony BMG Entertainment. Его продажи в Соединённом Королевстве превысили отметку в 1,3 миллиона зкземпляров, аналогичные мировые показатели приблизились к 6 миллионам проданных копий. В Австралии новый релиз Westlife достиг первой строчки ARIA Charts в марте 2006 года и оставался на ней в течение последующих четырёх недель, став 25 в списке самых продаваемых альбомов 2006 года.

## Список композиций
| № п/п | Название                                                | Авторы                                                                 | Продолжительность |
| ----- | ------------------------------------------------------- | ---------------------------------------------------------------------- | ----------------- |
| 1     | You Raise Me Up                                         | Brendan Graham, Rolf Lovland                                           | 4:03              |
| 2     | When You Tell Me That You Love Me (дуэт с Дайаной Росс) | Albert Hammond, John Bettis                                            | 3:58              |
| 3     | Amazing                                                 | Savan Kotecha, Kristian Lundin, Pilot, Jake Schulze                    | 2:53              |
| 4     | That’s Where You Find Love                              | Steve Mac, Wayne Hector, Chris Farren                                  | 3:47              |
| 5     | She’s Back                                              | Steve Mac, Jorgen Elofsson                                             | 3:13              |
| 6     | Desperado                                               | Don Henley, Glenn Frey                                                 | 3:40              |
| 7     | Colour My World                                         | Andreas Carlsson, Savan Kotecha, Harry Sommerdahl                      | 3:56              |
| 8     | In This Life                                            | Mike Reid, Allen Shamblin                                              | 4:10              |
| 9     | Heart Without a Home                                    | Steve Mac, Wayne Hector                                                | 4:50              |
| 10    | Hit You With the Real Thing                             | Carl Björsell, Carl Falk, Didrik Thott, Savan Kotecha, Sebastian Thott | 3:03              |
| 11    | Change Your Mind                                        | Steve Mac, Wayne Hector                                                | 3:45              |
| 12    | Maybe Tomorrow                                          | Carl Björsell, Carl Falk, Savan Kotecha, Sebastian Thott               | 3:09              |

Песня «Maybe Tomorrow» являлась эксклюзивным треком для версии альбома, предназначенного для продажи на территории Великобритании и Ирландии, а также вошла в южнокорейское и японское издания «Face To Face».

## Синглы
| № п/п | Обложка                           | Название/ Дата релиза                                                 | Трек-лист | Примечание | Позиция в чартах    | Позиция в чартах | Позиция в чартах | Позиция в чартах | Позиция в чартах | Позиция в чартах | Позиция в чартах |
| № п/п | Обложка                           | Название/ Дата релиза                                                 | Трек-лист | Примечание | Флаг Великобритании | Флаг Ирландии    | Флаг Швеции      | Флаг Норвегии    | Флаг Швейцарии   | Флаг Германии    | Флаг Австралии   |
| ----- | --------------------------------- | --------------------------------------------------------------------- | --- | --- | ------------------- | ---------------- | ---------------- | ---------------- | ---------------- | ---------------- | ---------------- |
| 1     | You Raise Me Up                   | You Raise Me Up 4 ноября 2002                                         | CD1 1. You Raise Me Up 2. World Of Our Own (Acoustic) CD2 1. You Raise Me Up 2. Flying Without Wings (Acoustic) 3. My Love (Acoustic) | Для ирландского бой-бэнда «You Raise Me Up» стала 13 синглом № 1 в британском хит-параде и обернулась четвёртой наградой «Запись года». В 2009 году участники Westlife исполнили песню на концерте, посвящённом официальному чествованию американского президента Барака Обамы в связи с вручением ему Нобелевской премии мира. | 1                   | 1                | 7                | 3                | 18               |                  | 3                |
| 2     | When You Tell Me That You Love Me | When You Tell Me That You Love Me (дуэт с Дайаной Росс) 24 марта 2003 | CD1 1. When You Tell Me That You Love Me (With Diana Ross) (Single Mix) 2. White Christmas 3. The Way You Look Tonight (Westlife Only Version) CD2 1. When You Tell Me That You Love Me (With Diana Ross) (Single Mix) 2. If I Let You Go (Acoustic Version) | Вышедшая в качестве рождественского сингла песня «When You Tell Me That You Love Me» смогла повторить достижение оригинальной записи 1991 года, достигнув второй строчки UK Singles Chart. | 2                   | 2                | —                | —                | —                | —                | —                |
| 3     | Amazing                           | Amazing 24 марта 2003                                                 | CD1 1. Amazing (Single Mix) 2. Still Here — 3:51 CD2 1. Amazing (Single Mix) 2. Miss You When I’m Dreaming 3. Exclusive Westlife Chat | Третий и последний сингл с альбома «Face To Face». Запись вошла в Top 5 национальных хит-парадов Великобритании и Ирландии. | 4                   | 3                | 36               | —                | 58               | 53               | 34               |

## Позиция в чартах
| Страна         | Высшая позиция в чарте | Сертификация |
| -------------- | ---------------------- | ------------ |
| Австралия      | 1                      | Платина      |
| Ирландия       | 1                      | 8x Платина   |
| Великобритания | 1                      | 4x Платина   |
| Норвегия       | 7                      | -            |
| Швеция         | 9                      | -            |
| Швейцария      | 14                     | -            |
| Германия       | 18                     | -            |
| Дания          | 19                     | -            |
| Нидерланды     | 30                     |              |